# Philip Tägert

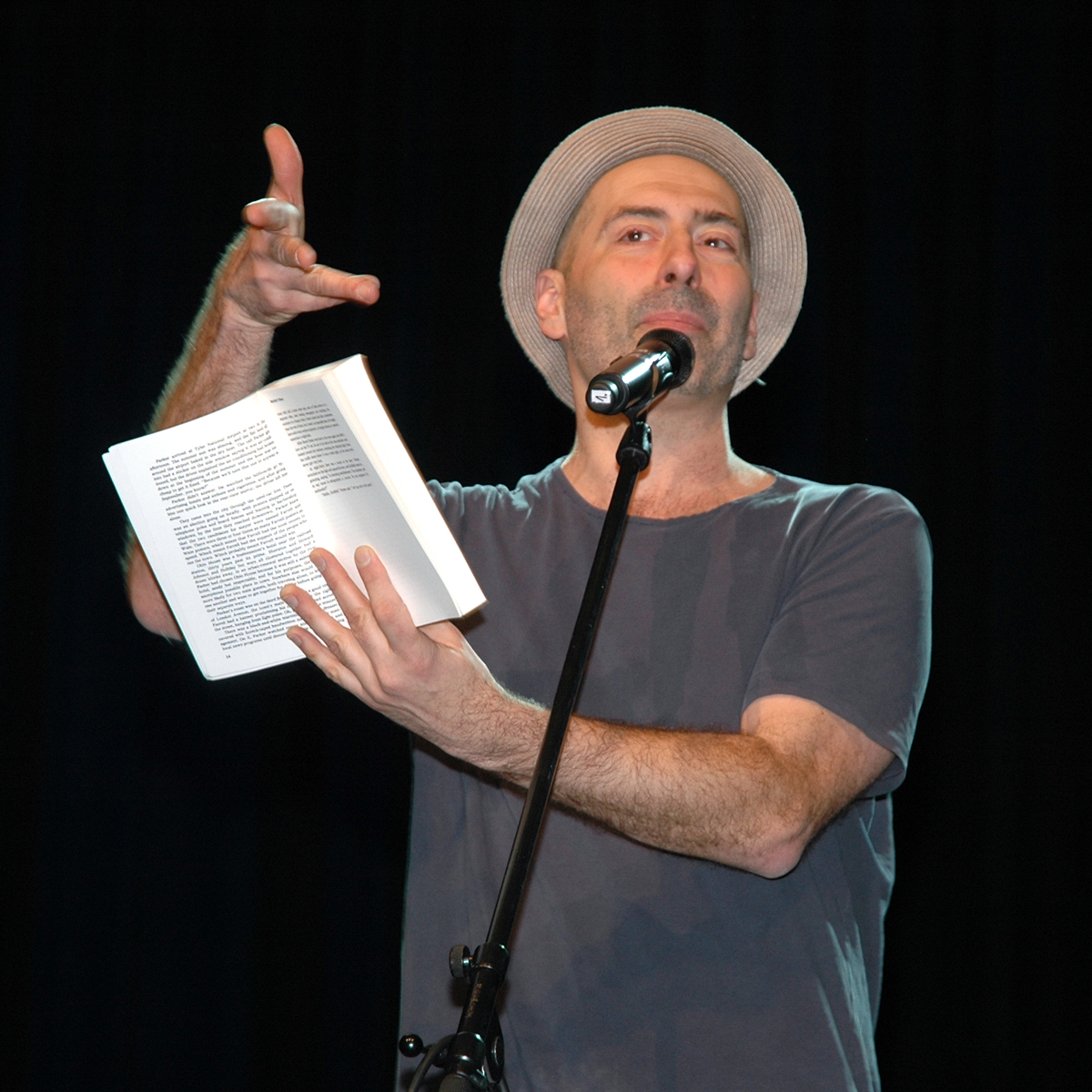
Philip Tägert auf der Internationalen Kulturbörse in Freiburg 2012

Philip Tägert (* 1. September 1966 in West-Berlin, Künstlername Fil, früher auch der scheue Phil, Fil the Shrill oder der schaue FIL) ist ein deutscher Comiczeichner, Schriftsteller und Unterhaltungskünstler.

## Leben
Fil lebt und arbeitet in Berlin, er wuchs im Märkischen Viertel auf. Mit vierzehn Jahren veröffentlichte er seine ersten Comics und Zeichnungen in dem Berliner Stadtmagazin zitty, eine Ausbildung zum Kunstmaler brach er ab. Danach konzentrierte Fil sich auf seine Arbeit als Zeichner, seine Strips erschienen regelmäßig in der zitty und in der Jungle World. Seit dem Ende der 2010er Jahre ist er hauptsächlich als Bühnenhumorist tätig und hat auch mehrere belletristische Bücher verfasst. Am bekanntesten sind Fils Comics über die beiden Proletarier Dieter Kolenda und Andreas Stullkowski aus dem Märkischen Viertel, die in authentischem Berliner Dialekt unter dem Titel Didi & Stulle von 1997 bis 2015 zweiwöchentlich als Einseiter in der zitty erschienen.

## Werke

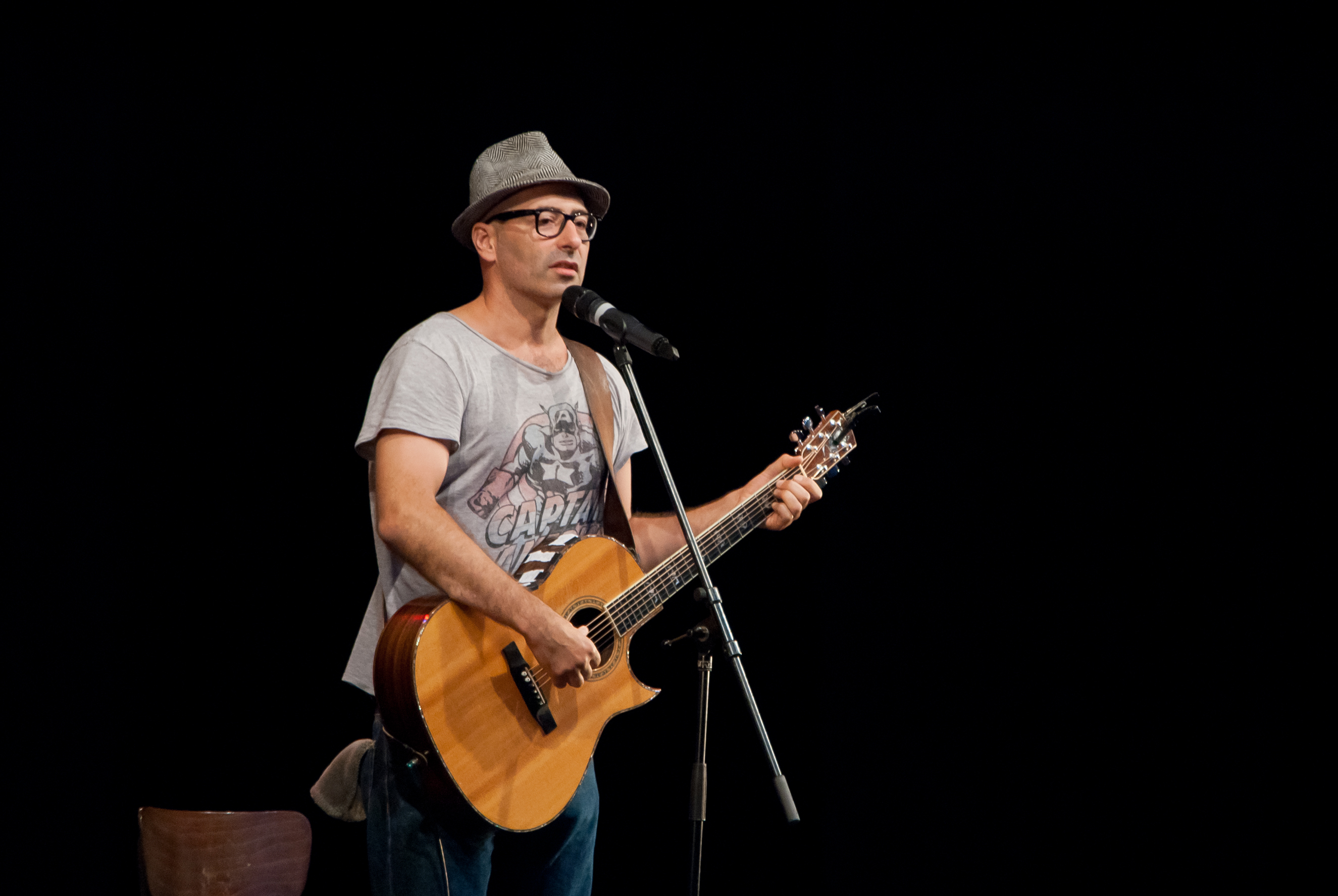
Fil auf der Bühne beim Comedy Arts Festival in Moers (August 2012).

### Bücher
- Pullern im Stehn. Rowohlt, Hamburg 2014, ISBN 978-3-499-23336-4.
- Mitarbeiter des Monats. Rowohlt, Hamburg 2016, ISBN 978-3-498-05809-8.
- Worte über Orte: Die Reisen des FiL. Ullstein, Berlin 2020, ISBN 978-3-548-06257-0.
- Kannibalen und Liebe: ultra-fetzige Horror-Stories. Ullstein, Berlin 2024, ISBN 978-3-548-06876-3.

### Comics

#### Didi & Stulle
- Didi & Stulle 1 – Einen drin. Reprodukt, Berlin 1998
- Didi & Stulle 2 – Höllenglocken. Reprodukt, Berlin 1999
- Didi & Stulle 3 – Sie nannten ihn Didi & Stulle. Reprodukt, Berlin 2000
- Didi & Stulle Economy! 1 – Einen drin. Reprodukt, Berlin 2001 (kleinformatiger Nachdruck des ersten Didi-&-Stulle-Bands, zum halben Preis, auf schlechterem Papier, mit simpleren Zeichnungen und ohne die Pointen des Originals)
- Didi & Stulle 4 – Endstation Mars. Reprodukt, Berlin 2005
- Didi & Stulle 5 – Die Galgenvögel von St. Tropez. Reprodukt, Berlin 2006
- Didi & Stulle 5 1/2 – In der Patsche. Reprodukt, Berlin 2006
- Didi & Stulle 6 – Der Plan des Gott. Reprodukt, Berlin 2006
- Didi & Stulle 6 1/2 – Im Schwitzkasten. Reprodukt, Berlin 2007
- Didi & Stulle 7 – Didi: No More Mr. Nice Guy. Reprodukt, Berlin 2007
- Didi & Stulle 8 – Getötet vom Tod. Reprodukt, Berlin 2008
- Didi & Stulle 9 – Im Auftrag der Kanzlerin. Zitty Verlag, Berlin 2010
- Didi & Stulle 10 – Bei den Olympischen Spielen. Zitty Verlag, Berlin 2011
- Didi & Stulle – Die Gesamtausgabe. Drei Bände mit 240, 240 und 256 Seiten. Reprodukt, Berlin 2016, ISBN 978-3-95640-105-3.
- Didi & Stulle Sonderband 1 –  Danger in Moskau. 48 S., Reprodukt, Berlin 2007, ISBN 978-3-938511-38-1.

#### Weitere Comics
- Nekromantik – der Komik. Jörg Buttgereit, Berlin 1990.
- Die ulkigsten Kommix fon Phil. Zitty-Verlag, Berlin 1990 (erweiterte Neuausgabe 1998 bei Reprodukt, Berlin, ISBN 978-3-931377-44-1).
- Pawel Tropotkin. Erstes Buch. Opossum Verlag, Berlin 1991.
- Stups und Krümel. Jochen Enterprises, Berlin 1993.
- The Return Of Ernst. Jochen Enterprises, Berlin 1994.
- Always Ultra 1. Jochen Enterprises, Berlin o. J.
- Always Ultra 2. Jochen Enterprises, Berlin o. J.
- Always Ultra 3. Jochen Enterprises, Berlin 1997.
- Playmo in „The Good and the Ugly“. Moga Mobo/Dino Comics, Berlin 1999.
- Larry Potter. Leichenpflasternseinenwegverlag, Berlin 2001.
- Geschichten aus dem Comicgarten (zusammen mit Reinhard Kleist, Mawil, Andreas Michalke und Naatz). Berlin Comix, Berlin 2002.
- Heftserie teufel und pistolen - abenteuer für jungen (zusammen mit Andreas Michalke, Mawil, Naatz). Berlin Comix, Berlin 2003
- Gestatten: Fil. Berlin Comix, Berlin 2004.
- Der Struwwelpeter: Lustige Geschichten und drollige Bilder frei nach Heinrich Hoffmann (mit ATAK). Kein & Aber, Zürich 2009, ISBN 978-3-0369-5260-4.
- Der Kackofant (mit Klaus Cäsar Zehrer). Klett Kinderbuch, Leipzig 2011, ISBN 978-3-941411-33-3.
- Mädchenworld. Zitty Verlag, Berlin 2013, ISBN 978-3-922158-78-3.
- Stups & Krümel Mega-Sammelband. Reprodukt, Berlin 2019, ISBN 978-3-95640-202-9.
- Always Ultra. Reprodukt, Berlin 2019, ISBN 978-3-95640-239-5.

### CDs
- Drum & Bass (1999)
- Live Against Death (1999)
- Pullern im Stehn (2015)[1]
- Live 2016 (Dawn of the Dutt) (2016)
- The Fil on the Hill (2018)
- FIL: Die Expertise war bedeutend höher (2019)

### DVD
- Die Fil & Sharkey Show (2009)

## Programme
- Triumph des Chillens
- Triumph des Chillens 2
- The FIL On The Hill (2019)
- Die Expertise war bedeutend höher (2022)
- Cringe – das Musical (2023)
- Wege zum Glück und wieder zurück (2025)
- Best of

## Auszeichnungen
- 1991: Chauvi des Jahres (verliehen durch die Gleichstellungsstelle der Berliner SPD-Fraktion)
- 2011: Goldener Rostocker Koggenzieher
- 2017: PENG! – Der Münchner Comicpreis für die Comicreihe „Didi & Stulle“[2]

## Trivia
- Fil arbeitete ebenso wie Tom eine Weile an der Kasse des Berliner Comicladens „Grober Unfug“.
- Insbesondere Fils frühe Werke erschlossen sich, gemessen an ihrer Zeit, nicht jedem als Satire und wurden Gegenstand von Kritik. An dem Einseiter Frau Henkel und Frau Schmuhl erhitzten sich seinerzeit die Gemüter eines Teils der Zitty-Leserschaft, der dahinter eine vorsätzliche Diskriminierung argwöhnte.[3]
- Fils Idee, eines seiner Didi-und-Stulle-Hefte in einer zusätzlichen, sogenannten Economy-Version zu veröffentlichen, die mit vereinfachten Zeichnungen und abgeänderten Witzen das eigene Schaffen parodiert[4], gefiel der Band Die Ärzte so gut, dass sie diese Strategie auch beim Album Jazz ist anders anwendeten. Eine in Artwork und Produktion stark vereinfachte Version des Albums wurde auf Konzerten verkauft und enthält auf dem Cover den Hinweis: „Das Prinzip ‚Economy‘ ist geklaut von Fil“.
- Farin Urlaub ist ein großer Fan von Didi & Stulle, wie man den FAQ auf seiner Homepage entnehmen kann. Zudem hat Fil „Krümel“ entworfen, eine kleine Puppe, die Farin Urlaub für eine Videoreihe namens „Proben zum Glück“ auf seiner Homepage verwendete, wie man dem Abspann eines der Videos entnehmen kann. Aufgrund der großen Beliebtheit bei den Fans wurde dann noch ein kleiner Dogma-Film mit dem Titel „Krümels unglaubliche Abenteuer“ nebst eigenem Soundtrack produziert; dieser stand ebenfalls auf der Seite zum kostenlosen Download bereit.
- Fil trat im Sommer 2007 zum wiederholten Male auf dem Comicfestival München auf und nahm mit Didi & Stulle am Wettbewerb um den Independent-Comic-Preis teil.
- Fils Nachfolger bei der Zitty wurde 2015 Hannes Richert[5]. Das Ende seiner dortigen Tätigkeit wird im Comic Spandau, Reinickendorf oder Köpenick (2019) von Katz & Goldt thematisiert.[6] Stephan Katz nennt Fil als Vorbild für seine Erzähltechnik des Abschweifens[7]
- Fils Schwester Julia Tägert zeichnet ebenfalls Comics, zum Teil in Zusammenarbeit mit Andreas Michalke.

### Journalistische Berichte
- Titanic-Humorkritik über Fil
- Fil-Portrait auf Spiegel Online
- Fil-Interview in der FAS
- "Der Komiker Fil weiß, was Glück mit Fanta, Hubba Bubba und Pokémon zu tun hat", Berliner Zeitung, 06.01.2024